# Harold Kitson
Harold Austin „Harry” Kitson (ur. 17 czerwca 1874 w Richmond, zm. 30 listopada 1951 w Umkomaas) – południowoafrykański tenisista.
Złoty medalista olimpijski w tenisie ziemnym w grze podwójnej w parze z Charlesem Winslowem i srebrny medalista w grze pojedynczej ze Sztokholmu.

## Starty olimpijskie
Londyn 1908
- Gra pojedyncza na zewnątrz – 16. miejsce
- Gra podwójna na zewnątrz – 4. miejsce

Sztokholm 1912
- Gra podwójna na zewnątrz –  złoto
- Gra pojedyncza na zewnątrz –  srebro